# American hairless terrier
American hairless terrier (AHT) är en hundras från USA. Rasen har sitt ursprung i den amerikanska rasen rat terrier.

## Historia
Rasens uppkomst härrör från 1972 när en hårlös tikvalp föddes i en rat terrier-kull i delstaten Louisiana i USA. Tiken fick namnet Josephin och efter flertal försök lyckades hon i sin sista kull få två hårlösa tikar. Dessa utgör rasens ursprung och starten för ett avelsprogram.
1998 blev rasen godkänd som American Hairless Terrier av American Rare Breeds Association, en av de mindre, alternativa kennelklubbarna i USA. 1999 godkändes rasen av United Kennel Club (UKC) som en hårlös variant av rat terrier, men sedan 2004 som egen ras. Några kennelkubbar i Europa som är medlemmar i den internationella kennelfederationen Fédération Cynologique Internationale FCI har gett american hairless terrier nationellt erkännande. Dessa är kennelklubbarna i Tjeckien, Slovakien, Ryssland och Ukraina. Från 2011 kunde rasen registreras i American Kennel Clubs (AKC) annexregister Foundation Stock Service (FSS) men är från 1 januari 2016 fullt erkänd av AKC. Rasen erkändes av Svenska Kennelklubben (SKK) och Nordisk Kennel Union (NKU) under 2016 och fick utställningsrätt i SKK från och med 2017. Den svenska rasklubben, Rasklubben för Rat- och American Hairless Terrier (RAHT) är ansluten till Svenska Terrierklubben och till Svenska Kennelklubben (SKK).

## Egenskaper
American hairless terrier anses vara alert, aktiv, envis, positiv, intelligent, självsäker, självständig, lättlärd och social men den kräver ledning, aktivering, träning och uppfostran. De är vanligen lätta att träna och att leva med men kräver tidig socialisering vilket innebär att den unga hunden i positiv anda måste exponeras för olika människor och miljöer under sina första månader och vidare under uppväxten. Med rätt ledning, träning och uppfostran fungerar de flesta bra tillsammans med barn, katter och andra hundar men några kan vara lite avvaktande gentemot främlingar. Som alla andra aktiva raser mår en AHT bäst när den får en stor portion mental aktivitet och motion.

## Utseende
American hairless terrierns hårlösa gen är recessiv, medan genen för hårlöshet som finns hos de gamla raserna är en dominant gen. Nya blodslinjer hos AHT skapas med parningar med rat terrier som ger pälsade valpar med anlag för hårlöshet. I avel med två hårlösa AHT föds alltid hårlösa valpar, medan avel med en pälsad AHT ger en blandning av valpar med och utan päls men med gener för hårlöshet. Två pälsade AHT som bär på den recessiva hårlösa genen kan också producera en blandning av hårlösa och pälsade valpar.
Valparna föds med päls. Valparnas glesa päls är kort och luddig och skiljer sig märkbart från pälsen hos en rat terrier. Strax efter födseln börjar de att tappa pälsen. När valparna är mellan 6 och 8 veckor gamla har de blivit helt hårlösa med mjuk och slät hud. Deras rosa hud är oftast täckt med fräknar eller små fläckar. Dessa fläckar kommer att öka med åldern och blir mörkare i solen. 
På den nakna hunden behöver huden skötas. Den blir lätt uttorkad av sol, vind, kyla och regn, huden behöver hållas smidig och fuktig för att minimera risken för hudproblem.